# Fischbach-Göslikon
Fischbach-Göslikon (schweizerdeutsch: ˈfɪʃpɑχ ˈɡøːslikχə, auch Figö genannt) ist eine Einwohnergemeinde im Schweizer Kanton Aargau. Sie gehört zum Bezirk Bremgarten und liegt im Reusstal.

## Geographie
Die Gemeinde besteht aus den Ortsteilen Fischbach (im Südosten) und Göslikon (im Nordwesten), die in den letzten Jahrzehnten zusammengewachsen sind. Diese liegen am flachen östlichen Abhang des Wagenrains, rund einen halben Kilometer vom westlichen Ufer der Reuss entfernt. Ein hufeisenförmiger Altwasserlauf reicht fast bis nach Fischbach. Im Süden hat die Gemeinde einen Anteil am Bremgarterwald, einem der grössten zusammenhängenden Waldgebiete im Aargauer Mittelland. Dort befinden sich das Fischbacher Mösli, ein 280 Meter langer und bis zu 100 Meter breiter Weiher, der von einem Schilfgürtel umgeben ist, und unmittelbar daneben ein Hochmoor im Naturreservat Fischbacher Moos.
Die Fläche des Gemeindegebiets beträgt 307 Hektaren, davon sind 60 Hektaren bewaldet und 64 Hektaren überbaut. Der höchste Punkt befindet sich auf 445 m ü. M. im Gebiet Obermatten, die tiefste Stelle liegt auf 354 m ü. M. an der Reuss. Nachbargemeinden sind Künten im Norden, Eggenwil im Osten, Bremgarten im Südosten, Wohlen im Südwesten und Niederwil im Westen.

## Geschichte
Zwei Gräber mit Beigaben weisen darauf hin, dass die Gegend bereits während der Hallstattzeit besiedelt war. Aus der Römerzeit stammen die Überreste eines Gebäudes. Die erste urkundliche Erwähnung von Visbach (vom althochdeutschen Fiscbah abgeleitet) erfolgte im Jahr 1048 im Zusammenhang mit der Einweihung der Kirche. Diese gelangte 1159 in den Besitz des Klosters Muri und 1360 an das Agnesspital in Baden. Der Ortsname Cohelinchon erschien erstmals 1159, er stammt vom althochdeutschen Gozilinghofun und bedeutet «bei den Höfen der Sippe des Gozilo».

Luftansicht des Ortsteils Fischbach (1966)

Weitere Grundbesitzer im Mittelalter waren das Kloster Gnadenthal und das Kloster Hermetschwil. Die Blutgerichtsbarkeit und die niedere Gerichtsbarkeit lagen in den Händen der Habsburger. 1415 eroberten die Eidgenossen den Aargau. Fischbach und Göslikon lagen nun im Amt Hermetschwil (auch Krummamt genannt) in den Freien Ämtern, einer gemeinen Herrschaft. Im Jahr 1529 traten die Einwohner beider Dörfer zur Reformation über, mussten aber nach dem Zweiten Kappelerkrieg von 1531 zur alten Konfession zurückkehren.
Am 26. Mai 1712 fand südlich von Fischbach während des Zweiten Villmergerkriegs die Staudenschlacht statt. Berner Truppen, die sich auf dem Weg von Mellingen nach Bremgarten befanden, gerieten in einen Hinterhalt der Innerschweizer, konnten den Angriff aber zurückschlagen. Bei dem zweistündigen Gefecht kamen 87 Berner und mehr als 400 Innerschweizer Soldaten (mehrheitlich Luzerner) ums Leben. Am 24. Juli 1712 kam es bei Villmergen schliesslich zur Entscheidungsschlacht, bei der die katholischen Orte eine verheerende Niederlage erlitten.
Im März 1798 marschierten die Franzosen in die Schweiz ein und riefen die Helvetische Republik aus. Beide Dörfer wurden vereinigt und bildeten zusammen eine Gemeinde im kurzlebigen Kanton Baden, seit 1803 gehört die Gemeinde zum Kanton Aargau. In der zweiten Hälfte des 19. Jahrhunderts wanderte fast ein Drittel der Bevölkerung wegen zunehmender Armut aus, meist in die grossen Schweizer Städte, aber auch nach Nordamerika. Danach stagnierte die Bevölkerung bis etwa 1960. Seither hat sich die Bevölkerungszahl aufgrund einer regen Bautätigkeit mehr als verdreifacht.

## Sehenswürdigkeiten

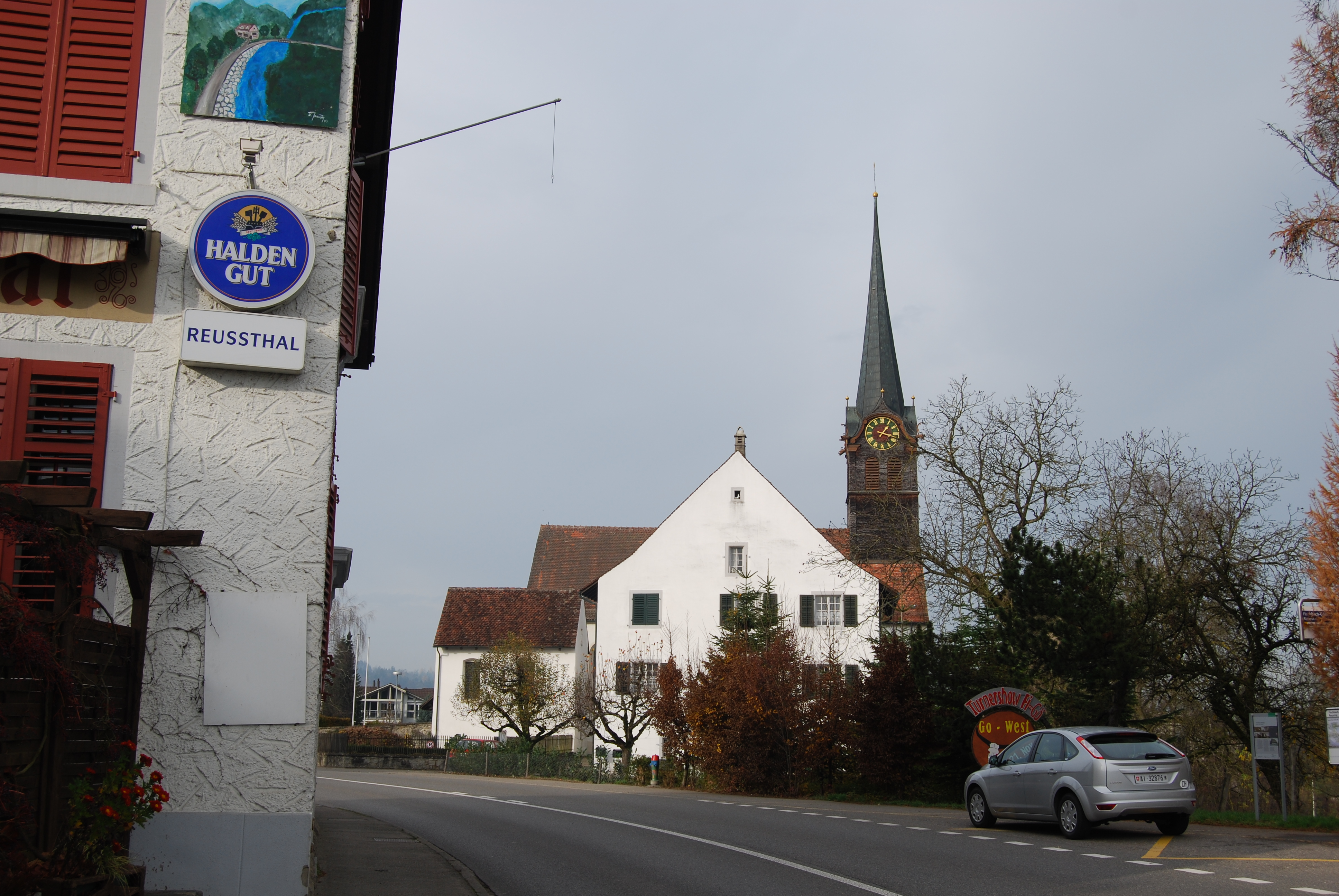
Kirche Göslikon

Prägend für den Ortsteil Göslikon ist der denkmalgeschützte Kirchenbezirk mit der katholischen Pfarrkirche Maria Himmelfahrt, der Rochuskapelle, dem Pfarrhaus und dem Friedhof. Die Stadt Baden, seit dem Übergang der Kollatur an das dortige Spital im Jahr 1360 der zuständige Bauherr, beschloss 1669 einen frühbarocken Neubau, der 1676 vollendet werden konnte. 1757/60 wurde das Innere vollständig im Rokoko-Stil neu gestaltet. Die Rochuskapelle stammt aus dem Jahr 1709, das Pfarrhaus aus dem späten 16. Jahrhundert. Im Ortsteil Fischbach ist insbesondere das Bauernhaus «Zum Rittersaal» von Bedeutung; ein gedrungener Fachwerkbau aus der Zeit um 1800 mit stark vorkragendem Satteldach.

## Wappen
Die Blasonierung des Gemeindewappens lautet: «In Rot gekrümmter weisser Fisch.» 1915 hatte der Historiker Walther Merz ein Wappen vorgeschlagen, das in Rot einen Schrägfluss und zwei Fische zeigte. Der Vorschlag fand jedoch keinen Anklang. Anlässlich einer Fahnenweihe präsentierte der örtliche Turnverein das heutige Motiv, welches der Gemeinderat sogleich übernahm und für offiziell erklärte.

## Bevölkerung
Die Einwohnerzahlen entwickelten sich wie folgt:
| Jahr      | 1798 | 1850 | 1900 | 1930 | 1950 | 1960 | 1970 | 1980 | 1990 | 2000 | 2010 | 2020 |
| Einwohner | 341  | 569  | 392  | 381  | 389  | 399  | 511  | 633  | 963  | 1254 | 1439 | 1672 |

Am 31. Dezember 2023 lebten 1706 Menschen in Fischbach-Göslikon, der Ausländeranteil betrug 20,3 %. Bei der Volkszählung 2015 bezeichneten sich 46,5 % als römisch-katholisch und 21,3 % als reformiert; 32,2 % waren konfessionslos oder gehörten anderen Glaubensrichtungen an. 96,4 % gaben bei der Volkszählung 2000 Deutsch als ihre Hauptsprache an und 1,0 % Französisch.

## Politik und Recht
Die Versammlung der Stimmberechtigten, die Gemeindeversammlung, übt die Legislativgewalt aus. Ausführende Behörde ist der fünfköpfige Gemeinderat. Er wird im Majorzverfahren vom Volk gewählt, seine Amtsdauer beträgt vier Jahre. Der Gemeinderat führt und repräsentiert die Gemeinde. Dazu vollzieht er die Beschlüsse der Gemeindeversammlung und die Aufgaben, die ihm vom Kanton zugeteilt wurden. Für Rechtsstreitigkeiten ist in erster Instanz das Bezirksgericht Bremgarten zuständig. Fischbach-Göslikon gehört zum Friedensrichterkreis VI (Wohlen).

## Wirtschaft
In Fischbach-Göslikon gibt es gemäss der im Jahr 2015 erhobenen Statistik der Unternehmensstruktur (STATENT) rund 420 Arbeitsplätze, davon 8 % in der Landwirtschaft, 48 % in der Industrie und 44 % im Dienstleistungssektor. Die meisten Erwerbstätigen sind Wegpendler und arbeiten in Wohlen, Bremgarten oder in der Agglomeration Zürich.

## Verkehr
Durch die Gemeinde führt die Kantonsstrasse 296 zwischen Brugg und Bremgarten. Fischbach-Göslikon ist durch eine Postautolinie mit den Bahnhöfen von Bremgarten und Baden verbunden, wo Anschlüsse an die Bremgarten-Dietikon-Bahn bzw. die SBB bestehen. An Wochenenden verkehrt ein Nachtbus von Baden über Mellingen nach Bremgarten.

## Bildung
Die Gemeinde verfügt über einen Kindergarten und ein Schulhaus, in dem die Primarschule unterrichtet wird. Die Realschule und die Sekundarschule können im benachbarten Niederwil absolviert werden, die Bezirksschule in Bremgarten oder Wohlen. Das nächstgelegene Gymnasium ist die Kantonsschule Wohlen.